# 레인보우 (기업)
레인보우(Rainbow)는 이탈리아의 애니메이션 및 영화 제작사로, 파라마운트 글로벌과 이기니오 스트라피가 공동 소유하고 있다.

## 작품

### 텔레비전 시리즈
- 윙스 클럽
- 크레이지 블록
- 페이트: 윙스의 전설

### 영화
- 잃어버린 왕국의 비밀
- 매직 어드벤처 (영화)
- 글래디에이터: 로마 영웅 탄생의 비밀
- 안개 속 소녀
- 도우터 오브 마인